# Chalil Mutran

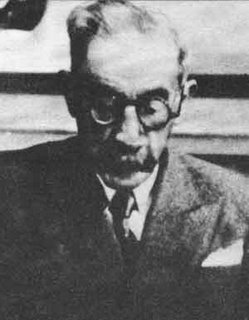
Chalil Matran

Chalil Mutran (خليل مطران, DMG Ḫalīl Maṭran; auch die Schreibungen Mutrân, Matran, Motran und Moutran sind gängig) (* zwischen 1870 und 1872 in Baalbek im damaligen Osmanischen Reich und heutigen Libanon; † 1. Juni 1949 in Kairo) war ein arabischer Dichter, Übersetzer und Journalist, der als Dichter zweier Länder (شاعر القطرين) (nämlich Ägypten und Syrien) vor allem im arabischen Raum bekannt ist.

## Leben
Chalil Mutran wurde in Baalbek im heutigen Libanon als Sohn von Abdu Yusuf Mutran und Malaka Sabbaq geboren. Baalbek gehörte bis 1920 zum Osmanischen Reich. Das Geburtsdatum liegt laut Gérard Lecomte und Ameur Ghedira zwischen 1870 und 1872, manche Quellen geben den 1. Juli 1871 oder 1872 an. Der Pascha von Baalbek, Nakhlé Moutran, war Chalil Mutrans Cousin. Seine Mutter entstammte einer palästinensischen Familie, deren Vorfahren an der erfolgreichen Verteidigung ihrer Stadt gegen Napoleon Bonaparte beteiligt waren.
Chalil Mutran besuchte als Christ die griechisch-katholische Schule in Beirut, wo er Arabisch und Französisch lernte. 1890 ging er nach Frankreich. Obwohl er ursprünglich geplant hatte, nach Chile auszuwandern, ließ er sich 1892 in Ägypten nieder und begann als Journalist für die Zeitung Al-Ahram zu arbeiten. Außerdem veröffentlichte fer Artikel in Al-Mu'yyad und Al-Liwa. 1900 gründete er die vierzehntäglich erscheinende Zeitschrift Al-Majalla al-misriyya („Ägyptische Zeitschrift“). In dieser Zeitschrift publizierte er einige seiner eigenen Arbeiten sowie von Mahmoud Sami el-Baroudi. 1903 gründete er die Tageszeitung Al-Jawaib al-misriyya („Ägyptische Grenzen“) und unterstützte den Nationalismus von Mustafa Kamil. Er übersetzte gemeinsam mit Hafez Ibrahim ein französisches Buch über Wirtschaftspolitik. Außerdem übersetzte er mehrere Theaterstücke von William Shakespeare, Pierre Corneille, Jean Racine, Victor Hugo und Paul Bourget ins Arabische.
Später arbeitete er als Sekretär im Landwirtschaftsverband und war 1920 an der Gründung der Ägyptischen Zentralbank beteiligt. 1924 unternahm er eine Reise durch Syrien und Palästina, wonach er sich als Dichter der Arabischen Länder (شاعر الأقطار العربية) deklarierte. Nach dem Tod von Ahmed Shawqi 1932 nahm er den Vorsitz des Apollo-Literaturverbandes bis zu seinem Tod ein. 1935 wurde er Direktor der Al-Firqa al-Qawmiyya, der Truppe des Ägyptischen Nationaltheaters. Er starb 1949 nach längerer Krankheit in Kairo.

## Werk
Noch zu Lebzeiten erschien eine Anthologie von Mutrans Lyrik, Diwan-al-Chalil (ديوان الخلىل), in vier Bänden, die als sein Hauptwerk gilt. Der erste Band wurde 1908 veröffentlicht, die endgültige Gesamtfassung 1949. Albert Hourani schrieb, dass in Matrans Gedichten „traditionelle Formen und Sprache dazu verwendet werden, um die Wirklichkeit präzise wiederzugeben, jene der äußeren Welt und jene der Gefühle des Dichters“. Mutran gilt als Erneuerer der arabischen Literatur, der Traditionelles mit modernen Formen und Inhalten verband. Mutran schrieb außerdem eine zweibändige Geschichte der Welt.
Ein beträchtlicher Teil der Gedichte wurde zuerst in der arabischen Tagespresse abgedruckt. Mutran behandelte politische Zeitfragen und die nationalen Bestrebungen des damaligen Ägypten. Die Lyrik ist von der Sehnsucht nach der Heimatstadt Baalbek und ihrer Umgebung durchzogen, aber auch von der Liebe zu Frauen und zur Natur. Die Tatsache, dass Mutran zeitbezogene, moderne Gedichte schrieb, unterscheidet ihn etwa von seinem Dichterkollegen Ahmed Shawqi (1868–1932). Er wandelte Rhythmen und Versfüße frei in seinen Gedichten ab und hielt sich nicht mehr an die metrischen Vorschriften der traditionellen arabischen Literatur. Beeinflusst von der französischen und englischen Literatur verwendete er insbesondere in den Liebesgedichten und Naturschilderungen vielschichtige Metaphern.